# Slovenska republiška liga 1967-1968
La Slovenska republiška nogometna liga 1967./68. (it. "Campionato calcistico della Repubblica di Slovenia 1967-68") fu la ventesima edizione del campionato della Repubblica Socialista di Slovenia. In questa stagione era nel terzo livello della piramide calcistica jugoslava.
Il campionato venne vinto dallo ŽNK Lubiana, al suo quarto titolo nella competizione. Questa vittoria diede ai lubianesi la promozione diretta in Druga Liga 1968-1969. Grazie alla riforma della seconda divisione (il passaggio da 2 a 4 gironi), venne promossa anche la seconda classificata, il Mura. Grazie a questa riforma, in questa edizione non vi furono retrocessioni.
Il capocannoniere del torneo fu Franjo Papec, dello ŽNK Lubiana, con 24 reti. Mure Rebrica con 22 e Vladimir Kukanja con 19 (entrambi del Mura) completarono il podio.

## Squadre partecipanti
Nell'estate 1967 si sono fusi Železničar Celje (5° in Slovenska liga) ed il neopromosso Kladivar (1° in Zonska liga Est).
| Squadra       | Città         | Stagione 1966-67 | Stagione 1966-67  |
| Squadra       | Città         | Pos.             | Divisione         |
| ------------- | ------------- | ---------------- | ----------------- |
| ŽNK           | Lubiana       | 1°               | Slovenska zona    |
| Mura          | Murska Sobota | 2°               | Slovenska zona    |
| Železničar    | Maribor       | 3°               | Slovenska zona    |
| Slavija Vevče | Lubiana       | 4°               | Slovenska zona    |
| Gorica        | Nova Gorica   | 6°               | Slovenska zona    |
| Svoboda       | Lubiana       | 7°               | Slovenska zona    |
| Rudar         | Trbovlje      | 8°               | Slovenska zona    |
| Triglav       | Kranj         | 9°               | Slovenska zona    |
| Kovinar       | Maribor       | 10°              | Slovenska zona    |
| Koper         | Capodistria   | 1°               | Zonska liga Ovest |
| Hrastnik      | Hrastnik      | 2°               | Zonska liga Ovest |
| Kladivar      | Celje         | 1°               | Zonska liga Est   |

## Classifica
|  | Pos. | Squadra            | Pt | G  | V  | N  | P  | GF | GS | DR  |
|  | ---- | ------------------ | -- | -- | -- | -- | -- | -- | -- | --- |
|  | 1.   | ŽNK Lubiana        | 33 | 22 | 14 | 5  | 3  | 65 | 29 | +36 |
|  | 2.   | Mura               | 31 | 22 | 13 | 5  | 4  | 65 | 34 | +31 |
|  | 3.   | Kladivar Celje     | 26 | 22 | 8  | 10 | 4  | 35 | 23 | +12 |
|  | 4.   | Slavija Vevče      | 24 | 22 | 9  | 6  | 7  | 37 | 30 | +7  |
|  | 5.   | Triglav            | 24 | 22 | 8  | 8  | 6  | 31 | 37 | −6  |
|  | 6.   | Koper              | 22 | 22 | 7  | 8  | 7  | 32 | 33 | −1  |
|  | 7.   | Gorica             | 21 | 22 | 7  | 7  | 8  | 33 | 33 | 0   |
|  | 8.   | Železničar Maribor | 19 | 22 | 7  | 5  | 10 | 41 | 56 | −15 |
|  | 9.   | Rudar Trbovlje     | 18 | 22 | 7  | 4  | 11 | 42 | 53 | −11 |
|  | 10.  | Kovinar Maribor    | 17 | 22 | 4  | 9  | 9  | 27 | 42 | −15 |
|  | 11.  | Svoboda            | 17 | 22 | 6  | 5  | 11 | 35 | 52 | −17 |
|  | 12.  | Hrastnik           | 12 | 22 | 4  | 4  | 14 | 26 | 59 | −33 |

Legenda:
      Promosso in Druga Liga 1968-1969.
      Retrocesso nella divisione inferiore.
Note:
Due punti a vittoria, uno a pareggio, zero a sconfitta.

## Divisione inferiore
| Girone                                                                  | Vincitore | 2º posto      | 3º posto     |
| ----------------------------------------------------------------------- | --------- | ------------- | ------------ |
| Zonska liga Est                                                         | Nafta     | Rudar Velenje | Steklar      |
| Zonska liga Ovest                                                       | Ilirija   | Zagorje       | Tabor Sežana |
| In grassetto le squadre promosse in Slovenska republiška liga 1968-1969 |           |               |              |